# Fiume Njoro
Il fiume Njoro, conosciuto anche come fiume Ndarugu, è un fiume che sfocia nel lago Nakuru in Kenya. La sua fonte è nei monti Mau.
Si stanno compiendo numerosi sforzi per affrontare i notevoli problemi dovuti all'inquinamento del fiume, soprattutto nella parte alta del suo corso
.